# 桐山純孝
桐山 純孝（きりやま じゅんこう、天保3年10月（1832年） - 明治31年（1898年））は、幕末の大垣藩士、明治初期の内務官僚。石川県令。通称・辰次郎。

## 経歴
大垣藩士・桐山富助の長男として生まれる。慶応4年1月3日（1868年1月27日）鳥羽・伏見の戦いが始まり、小原鉄心の婿養子小原兵部が隊長であった大垣藩兵が旧幕府方として参戦した。このため、鉄心は桐山と菱田重禧を遣わし、兵部に対して官軍に対して発砲しないよう説かせた。
同年閏4月25日（6月15日）、明治政府に出仕し徴士会計官出納司知事に就任。その後、会計官権判事となり、金座の接収などを担当した。明治2年5月（1869年）人員整理で免官となり、同年8月23日（9月28日）大垣藩権少参事に就任。少参事、権大参事を歴任。廃藩置県により大垣県権大参事となるが、廃県により明治4年12月5日（1872年1月14日）金沢県権参事に転じた。その後、石川県権参事、同参事を経て、1875年（明治8年）4月27日、石川県権令に就任。同年6月から1876年（明治9年）1月まで五等判事を兼任。1878年（明治11年）5月15日、石川県令に昇進し、1879年（明治12年）2月24日に依願免本官となり退官した。